# Scrophularieae
Scrophularieae — триба квіткових рослин родини ранникові (Scrophulariaceae).
До триби належать багаторічні чи однорічні трави з довгим чи вкороченим (розетка) стеблом. Листки від перистих до цільних. На відміну від більшості представників родини з радіальною симетрією квітки, представники роду Scrophularia мають двогубий віночок. 

## Роди
- Oreosolen Hook. f.
- Nathaliella B. Fedtsch.
- Scrophularia L.
- Verbascum L.